# Kankakee, Illinois
Kankakee, Illinois là một thành phố ở tiểu bang Illinois, Hoa Kỳ. Thành phố này thuộc quận Kankakee. Thành phố có diện tích km2, dân số là 27.491 người (thời điểm năm 2000).